# Purbalingga
Purbalingga este un oraș din Indonezia.